# Фокстер и Макс (фильм)
«Фокстер и Макс» (название стилизовано как «Фокстер & Макс») рабочее название «Гав-Рик» (англ. Foxter & Max) — украинский фантастический семейный фильм о приключениях мальчика и собаки-супергероя от режиссёра Анатолия Матешко.
Премьера фильма состоялась 19 сентября 2019.

## Сюжет
Двенадцатилетний школьник Макс убегает из дома и прячется под мостом. Там он находит баллончик с нано-красками и рисует граффити собаки. Неожиданно нарисованное парнем граффити оживает и превращается в пса-наноробота с супервозможностями. И теперь за ними обоими охотится опасный преступник, который не остановится ни перед чем, чтобы завладеть этой мощной технологией. Парень Макс попадает в мир приключений, благодаря которым он находит настоящих друзей.

## В ролях
Главных героев, Макса и Соню, играют юные актёры из Тернополя — Богдан Козий и Виталия Турчин, это их первая роль в полнометражном фильме. Роль собаки-супергероя Фокстера выполнил влоггер YouTube, участник шоу «Украина имеет талант. Дети», харизматичный пёс Амадей.
Роль главного злодея исполнил актёр из Польши Томаш Освецинский

## Производство
Над сценарием фильма «Фокстер и Макс» работали канадский сценарист Скотт Паризьен и Анастасия Матешко. Продюсерами фильма выступают Максим Асадчий и Екатерина Копылова. Производство фильма осуществляла компания Pronto Film. Съемки проходили летом 2017 года на улицах Киева. В фильме использовано много современных девайсов, а также настоящих роботов.
Главных актёров фильма на роль Макса и Сони выбирали из 500 претендентов и в конце остановились на двух тернопольских актёрах Богдане Козее и Виталии Турчин. Дистрибуцией фильма в Украине занимается кинокомпания MMD и FILM UA Distribution По словам продюсеров, прокат фильма не ограничится только территорией Украины — как поделились продюсеры, уже есть договоренности со словацким дистрибьютором и ведут переговоры с чехами и поляками .
Над музыкальным сопровождением к фильму работали два композитора — Вячеслав FAME Семенченко (участник рэп группы кАчевники) и Евгений Приходько.

## Смета
Бюджет фильма составляет 55,1 млн гривен. Фильм стал победителем 8-го конкурсного отбора кинопроектов Госкино и соответственно значительную часть финансирования фильма проспонсировало Госкино, которое предоставило 37,9 млн гривен, что составляет почти 70 % от всего бюджета картины.

## Релиз
Изначально планировалось, что фильм выйдет в украинский прокат 25 октября 2018. Впоследствии премьеру перенесли на весну 2019 года, чтобы лучше подготовиться к прокату. Премьера фильма состоялась 19 сентября 2019.